# Conquista spagnola del Chiapas
La conquista spagnola del Chiapas fu una campagna intrapresa dei conquistadores spagnoli contro gli indiani del mesoamerica nel territorio oggi incorporato nello stato messicano del Chiapas. La regione è fisicamente diversa al suo interno, con diverse aree contraddistinte da alture come la Sierra Madre de Chiapas e le Montañas Centrales, un litorale a sud noto come Soconusco e una depressione centrale formata dai drenaggi del fiume Grijalva.
Prima della conquista spagnola, il Chiapas era abitato da molti indigeni, tra cui gli Zoque e vari popoli Maya come ad esempio i Lakandon Ch'ol e i Tzotzil, e un gruppo non ben identificato noto come Chiapanecas. Soconusco era stata incorporata nell'Impero azteco e pagava agli aztechi un tributo annuale. La prima notizia dell'arrivo di stranieri nell'area pervenne all'inizio del Cinquecento e già negli anni venti del medesimo secolo diverse spedizioni militari spagnole avevano attraversato il Chiapas sino alla costa dell'Oceano Pacifico. Il primo villaggio coloniale nel Chiapas, San Cristóbal de los Llanos, venne fondato da Pedro de Portocarrero nel 1527. Entro l'anno, il dominio spagnolo si estese sino all'alto bacino del fiume Grijalva, tra Comitán e la valle dell'Ocosingo. Vennero stabiliti dei diritti di encomienda, anche se ai primi stadi coloniali essi erano perlopiù limitati ai diritti di commercio degli schiavi.
La provincia coloniale di Chiapa venne fondata da Diego de Mazariegos nel 1528 con la riorganizzazione delle encomiendas esistenti e la giurisdizione coloniale, e la ridenominazione di San Cristóbal in Villa Real, come pure la sua rilocazione presso Jovel. Le eccessive richieste di tributi e di lavoro da parte degli spagnoli furono la causa di una ribellione degli indigeni che tentarono di far morire di fame gli spagnoli. I conquistadores lanciarono dei raids punitivi, ma i nativi abbandonarono i loro villaggi e si rifugiarono nelle regioni più inaccessibili del paese. Le divisioni interne tra gli spagnoli portarono a un'instabilità generale della provincia; la fazione dei Mazariegos ottenne delle concessioni dalla Corona spagnola che permisero l'elevazione di Villa Real allo status di città, come Ciudad Real, e l'introduzione di nuove leggi per promuovere la stabilità della regione da poco conquistata.

## Geografia

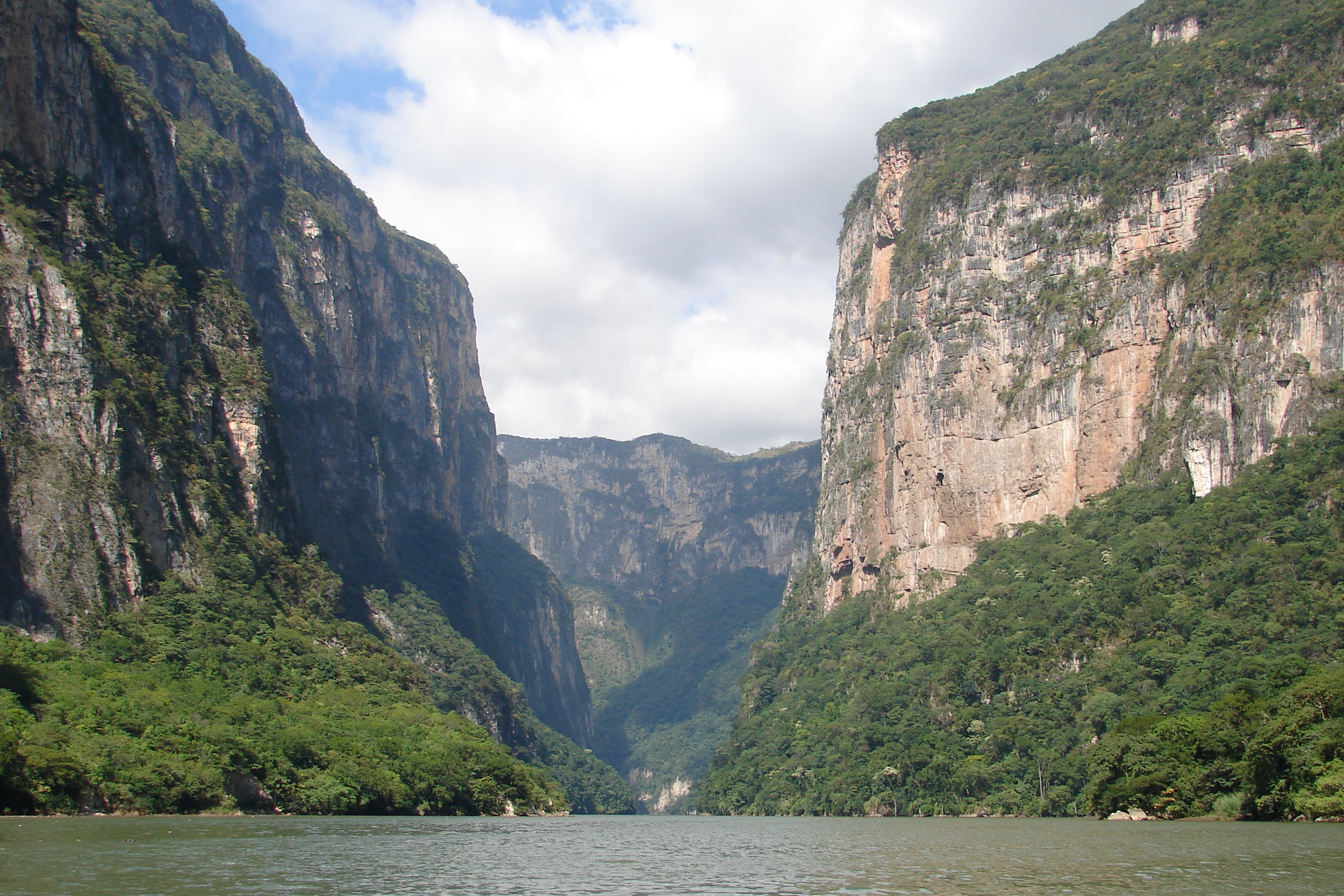
Il Canyon Sumidero è formato dal fiume Grijalva che taglia le pianure centrali del Chiapas

Lo stato messicano del Chiapas occupa l'estremità sudorientale dell'attuale Messico, coprendo un'area di 74415 km². A ovest, esso confina con gli stati messicani di Oaxaca e Veracruz, a nord con quello di Tabasco. A est confina col Guatemala; a sud confina per 260 km con l'Oceano Pacifico tramite la costa. Il Chiapas è geograficamente e culturalmente diverso al suo interno. Esso presenta due regioni collinari, una a sud che è la Sierra Madre de Chiapas, mentre l'altro è il Chiapas centrale presso le Montañas Centrales. Le due aree sono separate dalla Depresión Central, che contiene al suo interno il bacino di drenaggio del fiume Grijalva. Le alture della Sierra Madre si estendono da ovest a est, col picco più alto posto al confine col Guatemala.
Il litorale di Soconusco si trova a sud della Sierra Madre de Chiapas, ed è composto da una stretta striscia costiera ai piedi delle colline della Sierra Madre. Anche se l'intera costa ricade sotto il nome di Soconusco, la Soconusco propriamente detta è la porzione a sudest, caratterizzata da un clima umido tropicale e da ricche terre agricole. La parte nordovest della costa ha un clima più secco ed era storicamente nota col nome di El Despoblado ("Lo Spopolato").
La Depresión Central consiste in un bacino di drenaggio di 200 km di lunghezza e di larghezza variabile dai 30 ai 60 km. Il fiume Grijalva trae infatti le proprie acque dai monti Cuchumatanes del Guatemala e dalle alture della regione del Chiapas, in particolare da quelle della Sierra Madre. La stretta pianura ha un clima caldo con piogge moderate. La Depresión Central è a sua volta divisa in due zone, quella a est è la valle del Grijalva presso il confine del Guatemala sino al Canyon Sumidero, mentre la zona a ovest è la Meseta Central, o Pianura Centrale, che in tempi coloniali era definita Valle de Jiquipilas y Cintalapa. Questa regione di alte pianure blocca il passaggio del fiume Grijalva, che taglia in mezzo l'area verso Tabasco tramite il canyon Sumidero. Los Chimalapas è un'altra regione all'estremo nord della Meseta Central al confine con Oaxaca.
Le Pianure Centrali si trovano a nord del Grijalva, con un'altezza massima di 2400 metri, per poi scendere gradualmente sino alla Penisola dello Yucatán. Queste sono intagliate da profonde valli che scorrono parallelamente alla costa del Pacifico, creando un complesso sistema di drenaggio che rifornisce d'acqua sia il Grijalva sia il Lacantún, che a sua volta rifornisce il fiume Usumacinta. Le Pianure Centrali sono soggette a frequenti piogge e a una vegetazione diversa a seconda dell'altitudine che varia quindi dalle foreste di pini delle terre più basse alla foresta tropicale a nord e a est. Al confine est si trova la giungla di Lacandon.

## Il Chiapas prima della conquista

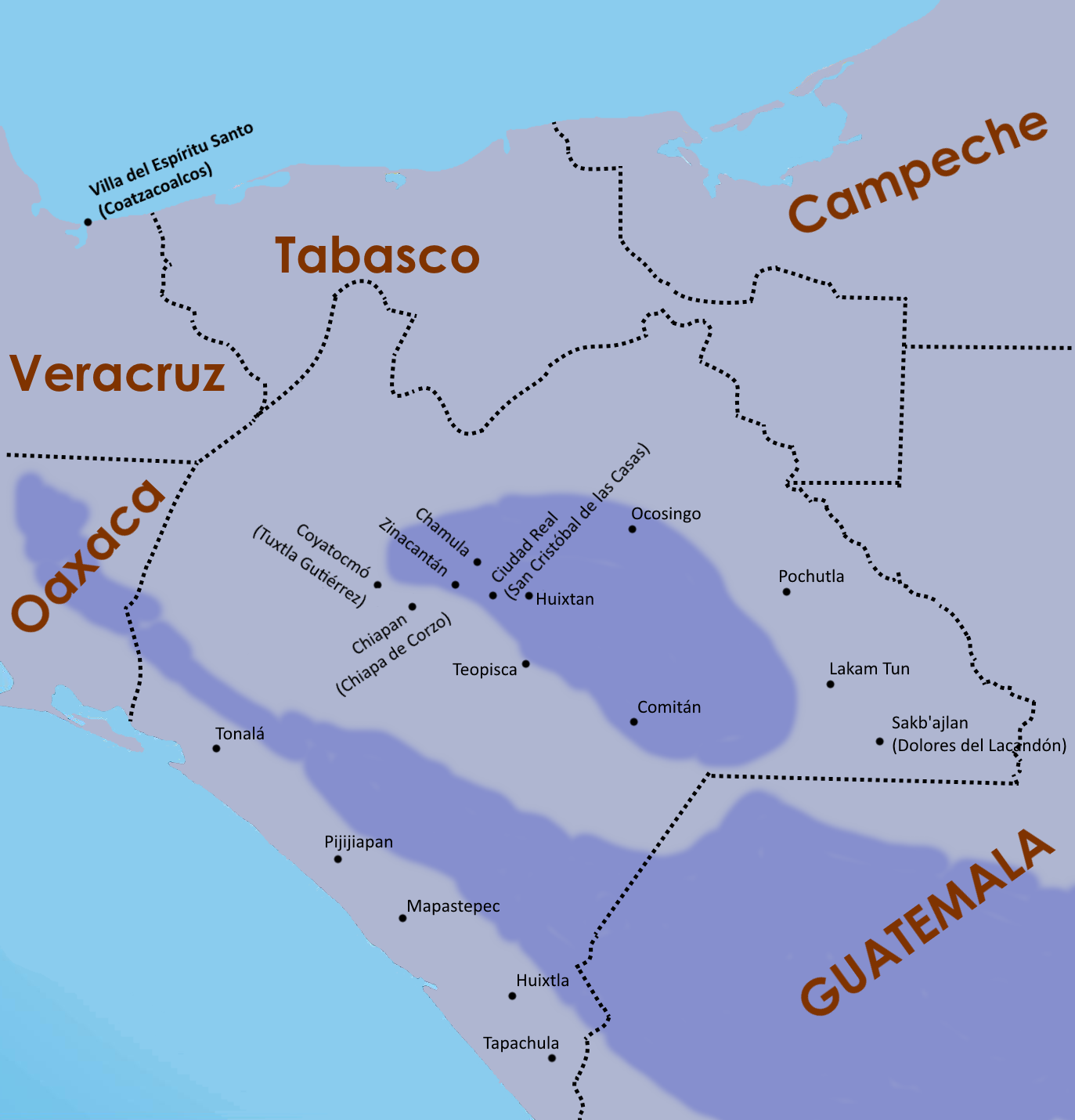
Mappa dei principali insediamenti del Chiapas durante la conquista spagnola. In viola sono indicate le aree collinari.

I primi abitanti del Chiapas abitarono la parte nord e lungo la costa dal 6000 al 2000 a.C. Per quasi duemila anni, la maggior parte del territorio che compone lo stato del Chiapas era occupato da popolazioni di lingua Zoque. Gradualmente, i Maya incominciarono a insinuarsi nell'area da est attorno al 200 d.C., epoca in cui il Chiapas venne diviso equamente tra aree Zoques e aree Maya; questa divisione continuò anche dopo la conquista spagnola.
Gli insediamenti principali degli Zoque nella zona della Depresión Central erano Copainalá, Mezcalapa, Quechula e Tecapatán. I loro insediamenti sulla riva occidentale del fiume Grijalva erano Citalapa, Jiquipilas, Ocozocuautla e quelli nella valle del Corzos. Coyatocmó era un piccolo insediamento Zoque presso l'area dell'attuale capoluogo locale, Tuxtla Gutiérrez. Gli Aztechi imposero dei tributi agli Zoques, e dominarono il commercio nel loro territorio. In epoca precolombiana, la Depresión Central presentava due tra le maggiori città della regione, Chiapa e Copanaguastla. L'area attorno a Chiapa de Corzo era occupata dai Chiapanecas, la cui etnicità e il cui linguaggio erano sconosciuti. I Chiapanecas erano militarmente molto potenti prima della conquista spagnola; disponevano di forze considerevoli al punto che diversi insediamenti Zoque erano loro tributari, e riuscirono a resistere all'incorporazione da parte dell'Impero azteco. Il territorio dei Chiapaneca si trovava tra i territori degli Zoques e quello dei Maya Tzotzil, nell'alto e medio bacino del Grijalva; i loro principali insediamenti erano Acala, Chiapa, Ostuta, Pochutla e Suchiapa.
Le pianure centrali erano occupate da popoli Maya, che includevano gli Tzotzil, divisi in diverse provincie; la provincia di Chamula era composta da cinque piccoli villaggi. I Tojolabal erano un altro gruppo Maya col territorio attorno a Comitán. I Maya Coxoh avevano il territorio dell'alto bacino di drenaggio del Grijalva, presso il confine col Guatemala ed erano probabilmente un sottogruppo dei Tojolabal. Soconusco era un'importante via di comunicazione tra le pianure centrali messicane e l'America centrale. Venne soggiogata dalla tripla alleanza azteca sul finire del XV secolo, durante il regno dell'imperatore Ahuizotl, e pagava tributi in cacao. I Ch'olan e i Lakandon controllavano il territorio presso il fiume Usumacinta a est del Ciapa.

## Il preludio alla conquista
La notizia che diversi stranieri erano giunti dalle coste dell'Atlantico raggiunse il Chiapas molto tempo dopo l'arrivo degli spagnoli nella regione grazie a dei messaggeri giunti dall'imperatore azteco Montezuma II, al popolo dei K'iche' delle colline del Guatemala, avvisandoli di prepararsi alla guerra contro gli invasori. Questo fatto venne seguito poco dopo dalla notizia che la grande capitale azteca di Tenochtitlán era caduta nelle mani dei conquistadores. Un'ambasciata che includeva Chiapanecas, K'iche's e Kaqchikel fece visita a Hernan Cortés nell'ormai ex capitale azteca, e questi vennero ben accolti.
Nel 1522, alcune navi spagnole esplorarono le coste del Chiapas verso il Pacifico, capitanati da Andrés Niño che seguendo la costa esplorò l'area compresa tra Panama e l'istmo di Tehuantepec. Nel dicembre di quell'anno, Cuzcacuatl, che era signore della città maya di Zinacantan, si recò a Villa del Espíritu Santo (attuale Coatzacoalcos) per implorare un'alleanza con gli spagnoli.

## Strategie, tattiche e armi
La conquista spagnola aveva come obbiettivo principale l'incorporazione fisica dei popoli indigeni del Chiapas nell'Impero spagnolo, e la loro conversione spirituale al cattolicesimo. Questo avrebbe comportato il completo smantellamento di tutte le precedenti strutture sociali e politiche oltre che la distruzione di tutti i templi pagani e gli idoli, la concentrazione della popolazione indigena in insediamenti precisi così da poter essere meglio controllati ed evangelizzati e l'incorporazione di questi stessi insediamenti nel sistema tributario spagnolo. Un lato di tutto questo avrebbe certamente incluso la lotta armata e l'imposizione dell'amministrazione coloniale spagnola con la forza; sul lato religioso vi fu invece una conversione perlopiù pacifica della popolazione indigena al cristianesimo. Nel Chiapas, questa evangelizzazione venne condotta perlopiù dai domenicani, i quali si impegnarono anche nella costruzione di chiese e conventi, oltre che nell'istruzione dei nativi.
I conquistadores spagnoli del XVI secolo erano armati di spade, strisce, balestre, fucili e artiglieria leggera. I conquistadores a cavallo disponevano anche di lance lunghe quasi quattro metri, le stesse usate come picche dalla fanteria. Esisteva poi una gran varietà di alabarde che veniva impiegata, come pure spadoni da un metro e mezzo utilizzabili a due mani. Le balestre, spesso realizzate in osso, legno morbido o corno apparivano più semplici da mantenere rispetto ai fucili dal momento che il clima umido tropicale del centro America rendeva spesso difficilmente utilizzabile la polvere da sparo.
Sempre per il clima caldo e umido, anche le armature in metallo venivano usate molto limitatamente, dal momento che esse si presentavano pesanti, roventi al sole e dovevano costantemente essere mantenute pulite per evitare che la ruggine le intaccasse. I conquistadores spesso combattevano senza armatura o la indossavano immediatamente prima di uno scontro. Dai loro avversari appresero l'uso di armature di cotone combinate all'uso del classico elmo da guerra spagnolo. Gli scudi erano considerati essenziali sia per la fanteria sia per la cavalleria; generalmente essi erano di forma circolare e convessa, in ferro o in legno.
Per quanto i conquistadores spagnoli introdussero la forma di lavoro dell'encomienda, il commercio di schiavi incominciò a divenire parte attiva del ciclo di conquista. Gli spagnoli erano soliti catturare gli indigeni e portarli poi verso il Golfo del Messico dove venivano venduti in cambio di cavalli e armi, oppure scambiati con altri schiavi.
I Maya Tzotzil delle alture del Chiapas utilizzavano dal canto loro lance, pietre, archi e frecce e grandi scudi di cotone flessibili che proteggevano il guerriero dalla testa ai piedi e potevano essere facilmente arrotolati. I villaggi erano solitamente difesi da mura e barricate, costruiti in fango e pietra e rinforzati da tronchi d'albero. Dalle mura i Maya sovente gettavano sugli invasori pietre o acqua bollente mista a calce e cenere. Quando gli spagnoli si stabilirono nel Chiapas, la resistenza degli indigeni si spostò nelle regioni più inaccessibili.

### L'impatto con le malattie europee
La regione, molto popolata prima dell'epoca coloniale, conobbe un triste impatto con le malattie importate in America dagli europei e questo fu uno dei fattori che portarono allo spopolamento di gran parte dell'area della Depresión Central, che ancora oggi rimane scarsamente abitata. Soconusco, prima tra tutte, si spopolò proprio a causa dei morbi che intaccarono la sua popolazione. Tra le malattie più temute vi erano certamente il vaiolo, l'influenza, il morbillo e un gran numero di malattie respiratorie come la tubercolosi.

## La conquista di Soconusco

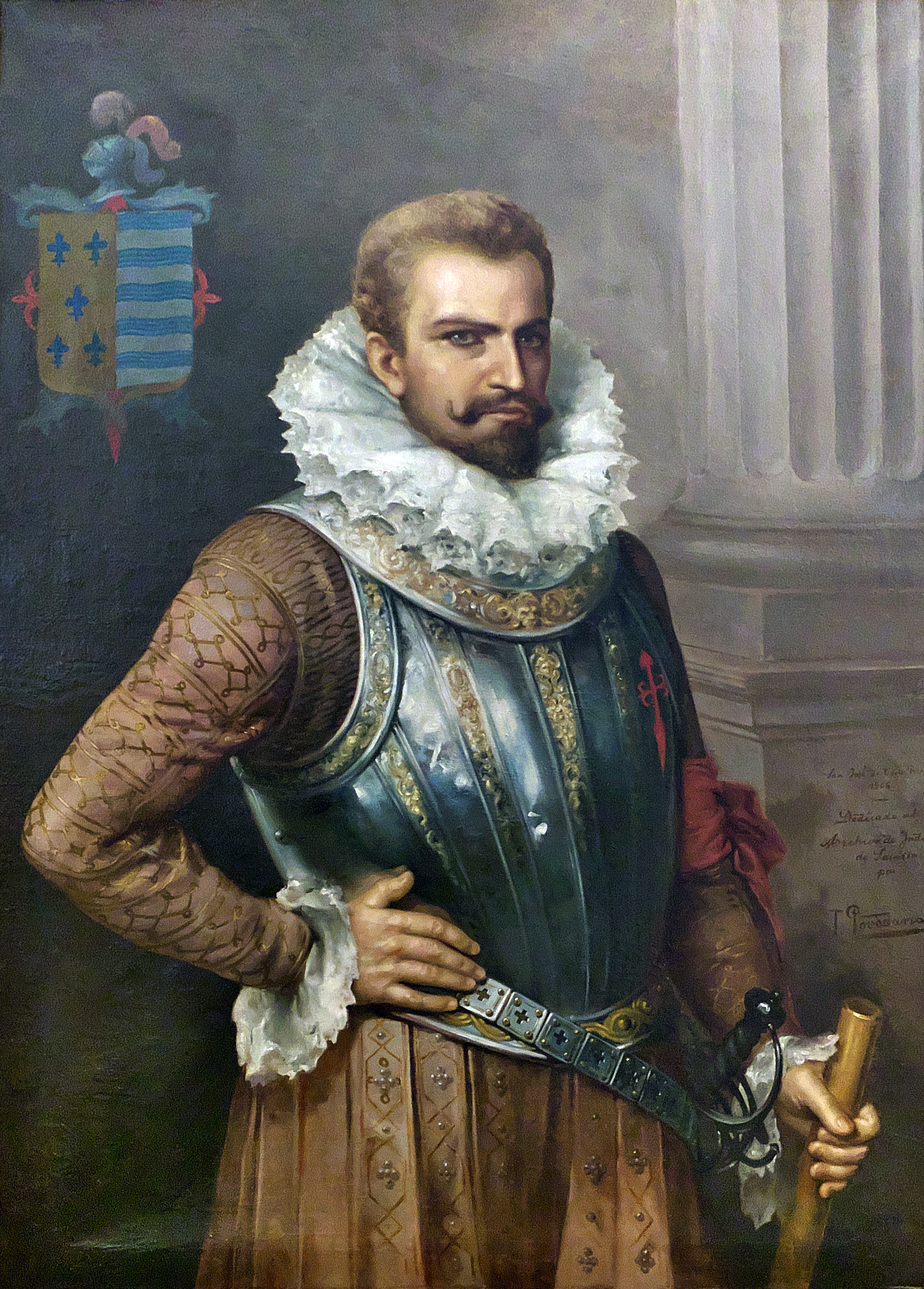
Pedro de Alvarado passò attraverso Soconusco con un grande esercito nel 1523

Il conquistador spagnolo Pedro de Alvarado passò attraverso Soconusco con un ragguardevole esercito nel 1523, lungo la strada per la conquista del Guatemala. L'esercito di Alvarado era composto da veterani della conquista degli aztechi e includeva cavalieri e artiglieri; vi erano anche molti alleati indigeni da Cholula, Tenochtitlan, Texcoco, Tlaxcala e Xochimilco. Alvarado venne ricevuto pacificamente a Soconusco, e gli abitanti locali mostrarono da subito la loro disponibilità a sottomettersi alla Corona spagnola. A ogni modo questi non mancarono di far presente agli spagnoli che molti vicini del Guatemala li stavano attaccando proprio per il loro atteggiamento benevolo nei confronti degli spagnoli. Alvarado inviò una lettera a Hernán Cortés nella quale descrisse il suo passaggio presso Soconusco, la quale a ogni modo è andata oggi perduta e di cui ci rimane la narrazione degli eventi solo tramite il resoconto di Bernal Díaz del Castillo il quale, pur non essendo stato presente agli eventi, riportò quanto raccontatogli da Gonzalo de Alvarado. Dal 1524, Soconusco venne completamente pacificata da Alvarado e dalle sue forze. Nei cinquant'anni successivi, la popolazione nativa scese catastroficamente a causa delle malattie importate dagli europei, sino al 90–95% in meno. Malgrado ciò, l'amministrazione coloniale richiese il doppio del tributo ai locali in semi di cacao rispetto a quanto pagato dagli stessi agli Aztechi prima dell'invasione spagnola. Per l'importanza del cacao nella nuova colonia, gli spagnoli erano riluttanti a far abbandonare ai locali le coltivazioni di tabacco. Per questo gli abitanti di Soconusco vennero rinchiusi nelle reducciones dove vennero create nuove piantagioni di tabacco.
La giurisdizione spagnola sulla provincia di Soconusco fu soggetta a diversi cambiamenti. Immediatamente dopo la conquista, venne approvata l'encomienda, dapprima da Hernán Cortés, e poi da Jorge de Alvarado. Dal 1530, la Audiencia Real del Mexico ebbe la giurisdizione sulla provincia di Soconsusco, ora tenuta in encomienda dalla Corona spagnola. Essa era governata da ufficiali coloniali nominati in Messico. Nel 1556, Soconusco passò sotto la giurisdizione della Audiencia Real del Guatemala, con un governatore indipendente nominato dalla Corona. Dal 1564–69, Soconusco tornò alla giurisdizione del Messico, per poi divenire ancora una volta una provincia indipendente amministrata dalla Audiencia Real del Guatemala, dove rimase sino alla fine del XVIII secolo.
La giurisdizione ecclesiastica sugli abitanti fu altrettanto caotica; in un primo momento l'area venne posta sotto l'influenza della Diocesi di Tlaxcala, per poi venire trasferita alla Diocesi del Guatemala nel 1536. I domenicani furono attivi a Soconusco durante i primi anni del governo coloniale, ma se ne ritirarono dal 1545 per la scarsa presenza di indigeni e per il clima poco salutare. Nel 1545 la regione divenne parte della diocesi di Chiapa. Tornò a quella del Guatemala nel 1561, e poi ritornò a quella di Chiapa nel 1596.

## Le spedizioni militari (1524–1525)

### La spedizione di Luis Marín (1524)

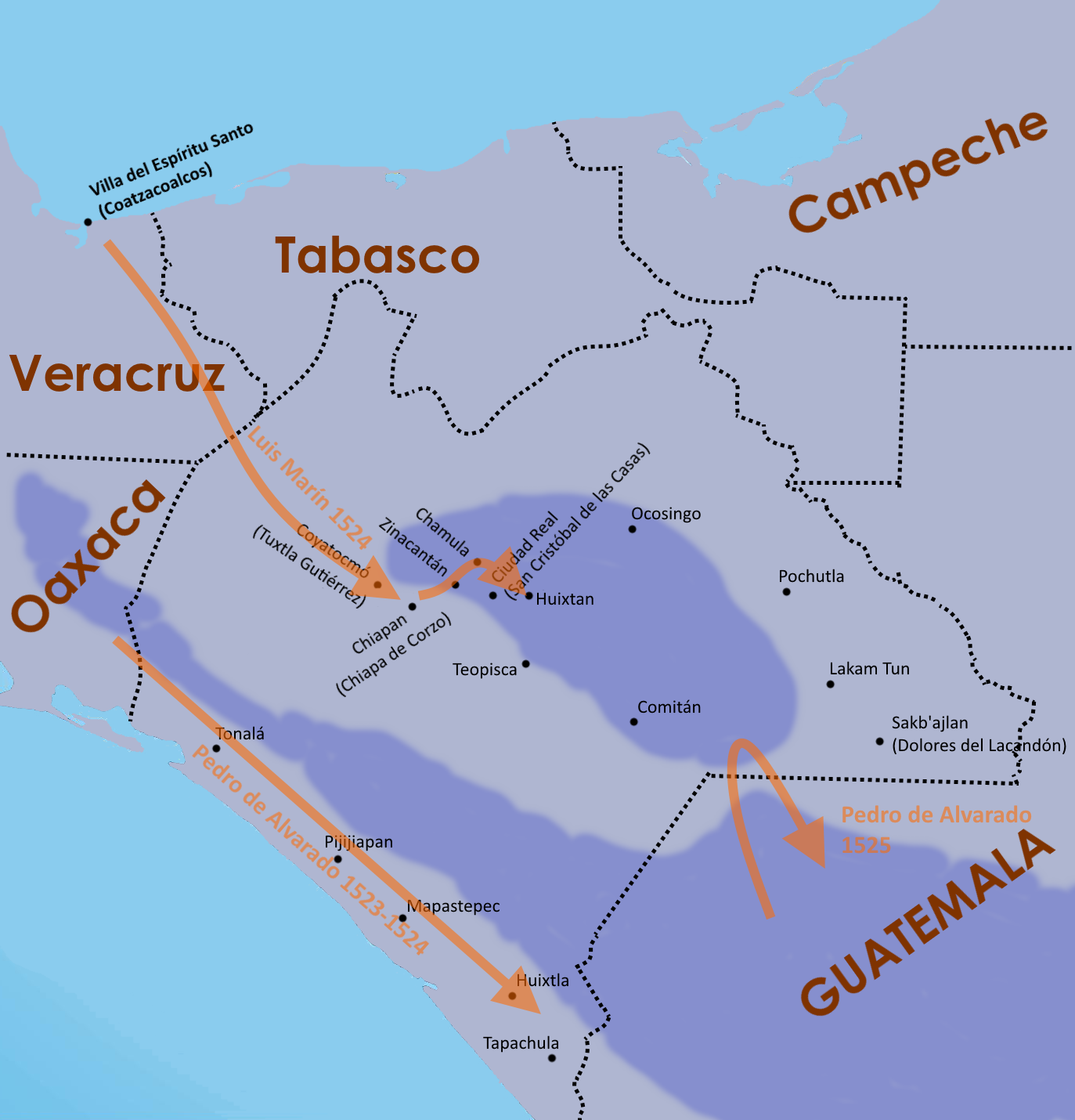
Gli spagnoli entrano nel Chiapas, 1523-1525

Nel 1524 Luis Marín guidò un piccolo gruppo di soldati in una spedizione di ricognizione nel Chiapas. Partendo da Coatzacoalcos (rinominata Espíritu Santo dagli spagnoli), sulla costa del Golfo del Messico passò attraverso il territorio degli Zoque e seguì il corso del fiume Grijalva. Presso l'attuale Chiapa de Corzo gli spagnoli combatterono e sconfissero i Chiapanecos. A seguito di questa battaglia, Marín si portò nelle alture centrali del Chiapas, e verso Pasqua, passò presso il villaggio Tzotzil di Zinacantan senza opposizione da parte dei locali. Gli Zinacantechi, memori dell'alleanza sottoscritta due anni prima, aiutarono gli spagnoli contro gli altri popoli indigeni della regione.
Marín giunse a Chamula, altra città Tzotzil, dove inizialmente venne accolto pacificamente. Marín interpretò tale gesto come la volontà di sottomissione degli abitanti, ma incontrò invece una resistenza armata quando tentò di entrare nella provincia. Gli spagnoli videro come gli abitanti avevano abbandonato lentamente la città bruciando tutti i campi attorno nel tentativo di affamare gli invasori. Il giorno dopo il loro arrivo, Marín e gli spagnoli si trovarono coinvolti in uno scontro a suon di pietre, lance, frecce, acqua e calce e scoprirono come il villaggio era straordinariamente difeso da mura di oltre un metro di spessore realizzate in fango e pietra, rinforzati con tronchi. In segno di scherno, gli Tzotzil gettarono agli spagnoli anche dell'oro invitandoli a venire a prendere il resto all'interno della città. Gli spagnoli quindi attaccarono le mura ma una pioggia torrenziale interruppe lo scontro. La spedizione spagnola proseguì quindi contro gli alleati dei Tzotzil a Huixtan. Ancora una volta si scontrarono con gli abitanti del posto i quali poi finirono per abbandonare il villaggio agli spagnoli. Il conquistador Diego Godoy scrisse di aver catturato non più di 500 nemici da schiavizzare. Gli spagnoli, sfiduciati da questa carenza, decisero di ritirarsi verso Coatzacoalcos nel maggio del 1524.
La spedizione, originariamente, aveva lo scopo di sottomettere la regione al governo spagnolo e di schiavizzare quanti si fossero opposti. A ogni modo, la fiera opposizione incontrata da Luis Marín vanificò la facilità di raggiungimento del progetto. Chamula, sulla base dell'encomienda, venne affidata a Bernal Díaz, mentre Zinacantan venne assegnata a Francisco de Marmolejo.

### La spedizione di Pedro de Alvarado (1525)
L'anno dopo, Pedro de Alvarado entrò nel Chiapas attraversando parte della giungla di Lacandon nel tentativo di collegarsi con una spedizione capeggiata da Hernán Cortés, che era diretta in Honduras. Alvarado entrò nel Chiapas dal Guatemala attraversando il territorio degli Acala Ch'ol; non riuscì a trovare Cortés, e perciò fece rotta su Tecpan Puyumatlan (attuale Santa Eulalia in Guatemala), nella regione montuosa nei pressi dei territori dei Lakandon Ch'ol. Gli abitanti di Tecpan Puyumatlan opposero fiera resistenza agli spagnoli e Gonzalo de Alvarado scrisse che gli spagnoli persero molti uomini, tra cui i messaggeri inviati presso i nativi per ottenere il loro giuramento di fedeltà alla Corona spagnola. Alvarados a quel punto fece ritorno in Guatemala.

## La conquista delle alture del Chiapas (1527-1547)
Le alture del Chiapas, note col nome di Chiapa, rimasero sotto la giurisdizione della Nuova Spagna sino al 1530, venendo poi trasferite sotto quella del Guatemala. Nel 1540, il Chiapas divenne una provincia indipendente per quattro anni, ricadendo poi sotto la giurisdizione del Guatemala. La provincia di Chiapas venne governata dalla città di Ciudad Real, oggi nota col nome di San Cristóbal de las Casas.
Pedro de Portocarrero, un giovane aristocratico, guidò una spedizione nel Chiapas dopo quella di Alvarado, ancora una volta dal Guatemala. La sua campagna è in gran parte ancora oggi priva di documentazione ma si sa che nel gennaio del 1528 riuscì a fondare l'insediamento di San Cristóbal de los Llanos nella valle di Comitán, nel territorio dei Maya Tojolabal. Questo luogo servì da base per le operazioni che servirono poi agli spagnoli per estendere il loro controllo sull'intera valle dell'Ocosingo. Quel che si sa inoltre è che Portocarrero incontrò anch'egli una certa resistenza alla conquista. I Maya Coxoh, che abitavano una piccola area presso il fiume San Gregorio, tra Comitán e il confine col Guatemala, vennero soggiogati probabilmente nel 1528. Gli spagnoli concentrarono gli indigeni locali in cinque piccole reducciones, tre delle quali vennero fondate presso la Strada Regia (Camino Real) che da San Cristóbal portava a Santiago de los Caballeros de Guatemala. Portocarrero riuscì quindi a estendere il dominio spagnolo su diverse città degli Tzeltal e dei Tojolabal, e penetrarono sino a Huixtan. Non si spinse però oltre nel territorio dei Tzotzil, dal momento che tali terre erano già state concesse in encomienda ai residenti di Villa de Espíritu Santo.
Dal 1528, il potere coloniale degli spagnoli era ormai assicurato sulle alture del Chiapas, e i diritti di encomienda vennero concessi a diversi conquistadores. Il dominio spagnolo si estendeva dall'alto bacino di drenaggio del Grijalva, attraversava Comitán e Teopisca sino alla valle dell'Ocosingo. Quest'area venne incorporata nel distretto di Villa de San Cristóbal, includendo anche Chamula, Chiapan e Zinacantán. La parte nord e nordovest venne incorporata nel distretto di Villa de Espíritu Santo, il quale includeva anche i territori maya dei Ch'ol attorno a Tila e il territorio degli Zoque attorno a Quechula e a Tecpatán.
Nei primi anni della conquista, i diritti di encomienda garantivano la possibilità di saccheggiare e recuperare schiavi, solitamente tramite gruppi di conquistadores a cavallo. I prigionieri venivano trattati come schiavi e portati poi al primo porto disponibile per essere venduti, fornendo così armi, rifornimenti e cavalli ai conquistadores.

### La spedizione di Diego Mazariegos (1528)
Nel 1528, il capitano Diego Mazariegos attraversò il Chiapas attraverso l'istmo di Tehuantepec con dell'artiglieria e nuove reclute provenienti dalla Spagna, giovani e senza l'esperienza militare adeguata. In quell'anno, la popolazione indigena locale si era notevolmente ridotta sia per le malattie importate dagli spagnoli sia per la carestia. Il gruppo si portò dapprima a Jiquipilas per incontrare una delegazione di Zinacantani, i quali chiesero aiuto agli spagnoli contro i loro ribelli vassalli a Macuil Suchitepeque. Un piccolo contingente di cavalleria spagnola fu sufficiente a risolvere la contesa. Dopo questo fatto, Mazariegos e i suoi compagni procedettero verso Chiapan e si accamparono temporaneamente nelle vicinanze della città, che rinominarono Villa Real. Mazariegos era cugino del governatore della Nuova Spagna, Alonso de Estrada. Questi era giunto col mandato di fondare una nuova provincia coloniale nel Chiapas. Inizialmente incontrò della resistenza da parte dei conquistatores veterani che già si erano stabiliti nella regione. Mazariegos seppe che anche Pedro de Portocarrero si trovava nell'area montuosa centrale della regione e lo cercò per persuaderlo ad abbandonare l'area a fronte degli ordini ricevuti. I due conquistadores si incontrarono a Huixtan. Mazariegos incominciò dei negoziati che durarono tre mesi con gli spagnoli di Coatzacoalcos (Espíritu Santo) e di San Cristóbal de los Llanos. Venne alla fine raggiunto un accordo e le encomiendas di Villa del Espíritu Santo vennero rimosse dalla giurisdizione e unite a quella di San Cristóbal per formare una nuova provincia. Senza che Mazariegos lo sapesse, però, il re di Spagna aveva già dato disposizioni affinché gli insediamenti dipendenti da San Cristóbal de los Llanos fossero trasferiti sotto il controllo di Pedro de Alvarado. Pedro de Portocarrero decise di lasciare il Chiapas, e fece ritorno in Guatemala. Mazariegos procedette con la politica coloniale di spostare gli indiani locali nelle reducciones. Questo processo era inoltre facilitato dal sempre minor numero di indiani presenti nella regione. Il villaggio di San Andrés Larráinzar venne fondato proprio per spostarvi i Tzotzil provenienti dalla valle dello Huitiupan. Mazariegos concesse l'encomienda di Zinacantan a Pedro de Estrada, suo fratello.

### La rivolta
Anche se Mazariegos aveva tentato di stabilire la nuova capitale provinciale senza conflitti armati, le eccessive richieste degli spagnoli di lavoratori e rifornimenti provocarono una ribellione della popolazione locale. I coloni chiesero agli indiani di rifornirli di cibo, legname da costruzione e da fuoco, e che fossero loro a dover costruire gratuitamente le case per gli spagnoli. Inoltre, i maiali introdotti dagli spagnoli avevano creato non pochi danni ai campi di mais dei nativi. Nell'agosto del 1528, Mazariegos rimpiazzò gli encomenderos esistenti con altri suoi amici e alleati; i nativi, vedendo i conflitti interni agli spagnoli, colsero l'opportunità per ribellarsi e si rifiutarono di servire gratuitamente i loro nuovi padroni come fossero schiavi. Zinacantán fu l'unico insediamento indigeno a rimanere leale alla Spagna.
Villa Real si trovò d'improvviso circondata da un territorio ostile, e ogni qualsiasi possibile aiuto per gli spagnoli si trovava troppo distante per poter essere utile. I coloni si trovarono ben presto a corto di cibo e risposero prendendo le armi e razziando i territori indiani alla ricerca di cibo e schiavi. Gli indiani abbandonarono i loro villaggi e si nascosero donne e bambini nelle caverne circostanti. La popolazione in rivolta si concentrò su alture facilmente difendibili. A Quetzaltepeque si tenne una lunga battaglia tra i Maya Tzeltal e gli spagnoli, portando alla morte di molti spagnoli. La battaglia perdurò diversi giorni e gli spagnoli vennero riforniti solo da alcuni guerrieri indigeni del Messico centrale. Lo scontro si concluse con la vittoria comunque degli spagnoli, anche se il resto della provincia del Chiapas rimase in rivolta.
Dopo la battaglia di Quetzaltepeque, Villa Real era senza cibo e lo stesso Mazariegos si era ammalato. Inviò suo fratello alla capitale della Nuova Spagna a richiedere aiuti, ed egli decise di ritirarsi a Copanaguastla contro le proteste di quanti vennero lasciati a difendere disperatamente la colonia. Nuño de Guzmán era all'epoca governatore del Messico, e fu lui a inviare Juan Enríquez de Guzmán a Chiapa come giudice ad interim al posto di Mazariegos, nonché con la posizione di alcalde mayor (governatore locale). Questi occupò il suo incarico per un anno, ristabilendo il controllo spagnolo sulla provincia, in particolare nelle regioni settentrionali e orientali.

### La fondazione di Ciudad Real
Il costante cambiamento di amministratori coloniali e le riassegnazioni delle licenze di encomienda a parenti e amici dell'ufficiale in carica, avevano portato a una prolungata instabilità nella provincia del Chiapas. Nel 1531, Pedro de Alvarado ottenne infine il posto di governatore del Chiapas. Questi immediatamente pose il nome di San Cristóbal de los Llanos a Villa Real. Ancora una volta, le encomiendas di Chiapa vennero trasferite a nuovi proprietari. Gli spagnoli lanciarono una spedizione contro Puyumatlan; essa non fu un successo in termini di conquista, ma permise agli spagnoli di ottenere ulteriori schiavi da commerciare con armi e cavalli. I rifornimenti da poco ottenuti vennero utilizzati per ulteriori spedizioni per conquistare e pacificare le regioni ancora indipendenti, portando a un ciclo continuo composto da razzie e schiavizzazioni, rifornimenti, ulteriori conquiste e ulteriori razzie.
Alvarado inviò il suo luogotenente, Baltasar Guerra, a pacificare i ribelli Chiapanecas e Zoques, e i conquistadores vittoriosi chiesero delle encomiendas in cambio. L'instabilità generale continuò, ma la famiglia Mazariegos tentò di stabilire una propria base di potere nelle istituzioni coloniali locali. Nel 1535, i Mazariegos riuscirono a ottenere l'elevazione di San Cristóbal de los Llanos a città, rinominandola Ciudad Real. Essi tentarono anche di acquisire particolari privilegi dalla Corona spagnola per stabilizzare la colonia, come ad esempio un editto nel quale si specificava che il governatore di Chiapa dovesse governare personalmente e non tramite delegati rappresentativi. In pratica, continuò il rapido mutare delle encomiendas, anche se pochi spagnoli ormai avevano delle mogli regolarmente sposate e dei figli legittimi che potessero ereditarle. La situazione si stabilizzò solo negli anni quaranta del Cinquecento, quando la mancanza di donne spagnole nella colonia venne alleviata dall'arrivo di nuovi coloni nell'area. Quasi nel contempo, la Audiencia de los Confines intervenne, nominando proprio giudici per esercitare il controllo sulla concessione delle encomiendas.

### Le fondazioni domenicane

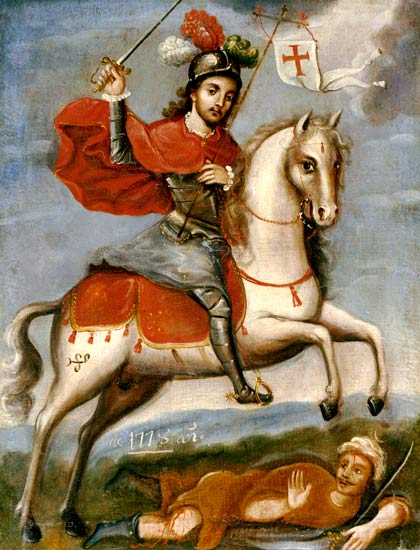
Il Santiago Matamoros era una delle immagini più tipiche usata dagli spagnoli per esaltare la loro superiorità militare

Nel 1542, le Nuove Leggi vennero emanate per proteggere i popoli indigeni delle colonie spagnole dalla loro sovraesportazione per opera degli encomenderos. Per rendere effettive le Nuove Leggi anche contro il parere degli spagnoli in loco, una flotta di 27 navi venne inviata dalla Spagna il 19 luglio 1544, con a bordo frà Bartolomeo de las Casas e altri religiosi. Las Casas giunse a Ciudad Real con altri 16 domenicani il 12 marzo 1545. I domenicani furono il primo ordine religioso a tentare di evangelizzare i nativi del Chiapas. Il loro arrivo significava però nel contempo che i coloni non erano più in grado di trattare i nativi come schiavi senza incorrere in severe pene anche religiose.
I domenicani entrarono ben presto in conflitto con i coloni spagnoli locali. I sacerdoti infatti si rifiutarono categoricamente di confessare o concedere i sacramenti agli spagnoli che bistrattavano gli indigeni, spingendosi addirittura a scomunicare il presidente della Audiencia Real. L'opposizione dei coloni alle azioni dei domenicani raggiunse livelli pericolosi al punto che i domenicani vennero costretti ad abbandonare Ciudad Real, temendo per le proprie vite. Si stabilirono quindi in due villaggi vicini, sul sito di Villa Real de Chiapa e Cinacantlán. Las Casas si stabilì nella prima città, fra Tomás Casillas nella seconda. Da Villa Real, Bartolomeo de las Casas e i suoi compagni prepararono l'evangelizzazione dell'intero territorio che ricadeva nella diocesi di Chiapa. Il territorio del Chiapas era suddiviso in molte regioni minori basate su divisioni pre-ispaniche; queste erano Chiapaneca, Lakandon, Mokaya, Tojolabal, Tzeltal e Zoque. I domenicani promossero la venerazione di Santiago Matamoros (San Giacomo "ammazza mori") come immagine della superiorità militare spagnola.
Divenne ben presto evidente che i domenicani necessitavano di ristabilirsi a Ciudad Real, dato che le ostilità dei coloni si erano ormai placate. Nel 1547, mentre de las Casas si trovava in Spagna, Francisco Marroquín, vescovo del Guatemala, pose la prima pietra del convento del nuovo convento domenicano di Ciudad Real. I domenicani si dedicarono alla distruzione dei templi e degli idoli indigeni, predicando sermoni contro di essi, sfruttando ad esempio l'Apocalisse di Giovanni come tema centrale. I santi più diffusi erano quelli associati agli animali, come gli indigeni si associavano agli spiriti-forma nahual. Alcuni concetti già noti presso la cultura mesoamericana, vennero collegati a concetti cristiani, come ad esempio il mondo dei morti chiamato Mictlan divenne l'inferno, Ihuicatl divenne il paradiso e Tlalocan i campi elisi.

## Conquista della giungla di Lacandon (1559–1695)
Dalla metà del XVI secolo, la frontiera spagnola si espanse ulteriormente da Comitán e Ocosingo raggiungendo la giungla di Lacandon, avanzando poi nella regione dove gli abitanti posero fiera opposizione. All'epoca dei primi contatti con gli spagnoli nel XVI secolo, la giungla di Lacandon era abitata dal popolo Ch'ol che la chiamava Lakam Tun. Questo nome venne ispanicizzato, dapprima in El Acantun, poi in Lacantun e infine in Lacandon. I Ch'ol di Lakandon all'epoca della conquista spagnola non devono essere confusi con l'omonima popolazione presente nella regione, di lingua yucateca. Eroza Solana, 2006, p. 7</ref> Il principale villaggio della giungla di Lakandon era situato su un'isola al centro del Lago Miramar. Il popolo di Lakandon era aggressivo e il numero degli abitanti della regione era aumentato coi rifugiati delle zone vicine che sfuggivano alla dominazione spagnola. Le autorità ecclesiastiche erano altrettanto preoccupate da questa minaccia ai loro sforzi di evangelizzazione pacifica. La prima spedizione spagnola contro Lakandon venne compiuta nel 1559, sotto il comando di Pedro Ramírez de Quiñones.
Di tanto in tanto gli spagnoli lanciarono spedizioni militari punitive contro i Lakandon per cercare di stabilire una frontiera settentrionale con il Guatemala; le spedizioni di maggior rilievo ebbero luogo nel 1685 e nel 1695. Queste spedizioni ripetute nel tempo raggiunsero l'obbiettivo di distruggere alcuni villaggi, ma non riuscirono a sottomettere gli abitanti della regione, né a espandere l'Impero spagnolo nella zona. Questa strenua resistenza all'invasore, attrasse nella regione ulteriori indigeni che erano sfuggiti alla dominazione spagnola e intendevano continuare a opporvisi.
La resistenza contro gli spagnoli proseguì e i sempre più ostili Ch'ol uccisero anche un gran numero di indiani che da poco erano stati battezzati e si erano convertiti al cristianesimo. I frati francescani Antonio Margil e Melchor López furono attivi tra i Lakandon e i Manche Ch'ol tra il 1692 e il 1694; successivamente vennero espulsi dagli stessi Ch'ol. Nel 1695, le autorità coloniali decisero di preparare un piano per unire la provincia del Guatemala con lo Yucatan e un gruppo di soldati comandato da Jacinto de Barrios Leal, presidente della Audiencia Real del Guatemala, conquistò diversi insediamenti dei Ch'ol. Il più importante di questi era certamente Sakb'ajlan presso il fiume Lacantún, nel Chiapas orientale, che venne rinominato Nuestra Señora de Dolores, o Dolores del Lakandon, nell'aprile del 1695. Quest'azione fu la parte di una serie di attacchi prolungati contro gli abitanti del Chiapas e ai vicini Petén; un secondo gruppo di soldati spagnoli si unì poi a quelli di Barrios Leal, proveniente da Huehuetenango, presso le alture del Guatemala. Un terzo gruppo di soldati, al comando di Juan Díaz de Velasco, marciò da Verapaz, nel Guatemala, contro gli Itza del Petén settentrionale. Barrios Leal era accompagnato dal frate francescano Antonio Margil che prestò servizio come suo consigliere e suo confessore personale nonché come cappellano per le sue truppe. Gli spagnoli costruirono un forte e vi posero una guarnigione di 30 soldati. Il frate mercedario don Diego de Rivas si pose coi propri confratelli a Dolores del Lakandon, e si dedicò coi compagni a battezzare diverse centinaia di Ch'ols nei mesi successivi.
Antonio Margil rimase a Dolores del Lakandon sino al 1697. I Ch'ol della giungla di Lacandon vennero spostati forzosamente e reinsediati a Huehuetenango, sulle alture del Guatemala, all'inizio del XVIII secolo. I Ch'ol reinsediati vennero ben presto assorbiti dalla popolazione Maya locale e cessarono di esistere come etnia separata. Gli ultimi tre Ch'ol di Lakandon conosciuti al mondo erano tre indiani che vivevano a Santa Catarina Retalhuleu nel 1769.

## Fonti storiche
Il conquistador Diego Godoy accompagnò Luis Marín nel suo viaggio nel Chiapas, e scrisse un resoconto della battaglia contro gli abitanti di Chamula in una lettera a Hernán Cortés alcuni giorni dopo il completamento della conquista. Questa lettera è giunta fino ai nostri giorni col titolo di Relación hecha por Diego Godoy a Hernando Cortés. Molti anni dopo la descrizione di questi eventi, Bernal Díaz del Castillo scrisse il suo Historia verdadera de la conquista de la Nueva España, che includeva anche un resoconto della conquista delle alture del Chiapas. Bernal Díaz aveva anch'egli accompagnato Luis Marín nella sua incursione nel Chiapas del 1524. Gonzalo de Alvarado descrisse la fiera resistenza opposta dai nativi alla spedizione del 1525 di Pedro de Alvarado nel suo Probanza de Gonzalo de Alvarado.